# Apolo y las nueve musas
Apolo y las nueve musas es un cuadro del pintor francés Gustave Moreau, realizado en 1856, que se encuentra en una colección privada.
Moreau, precursor del simbolismo, dedicó muchas de sus obras a los temas mitológicos.

## El tema
Apolo, hijo de Zeus y Leto, es uno de los dioses olímpicos, el de la belleza masculina y la plenitud de la fuerza física. Patrono de la música y la poesía, preside las artes y el pensamiento, siendo su figura la de musageta o encargado de dirigir a las inspiradoras de las artes, las musas.
Desde el romanticismo, el dios Apolo recuperará la representación del impulso inspirador de artistas, con múltiples referencias en obras literarias de John Keats (Hiperión, 1819) o incluso Nietzsche (El nacimiento de la tragedia, (1872).

## Descripción de la obra
Un Apolo de porte masculino pero rostro afeminado, con atributos vegetales en ambas manos, es rodeado por las nueve musas inspiradoras desde las cercanías de la fuente del Parnaso de artistas, músicos y poetas.